# Ali ibn Yusuf ibn Taschfin

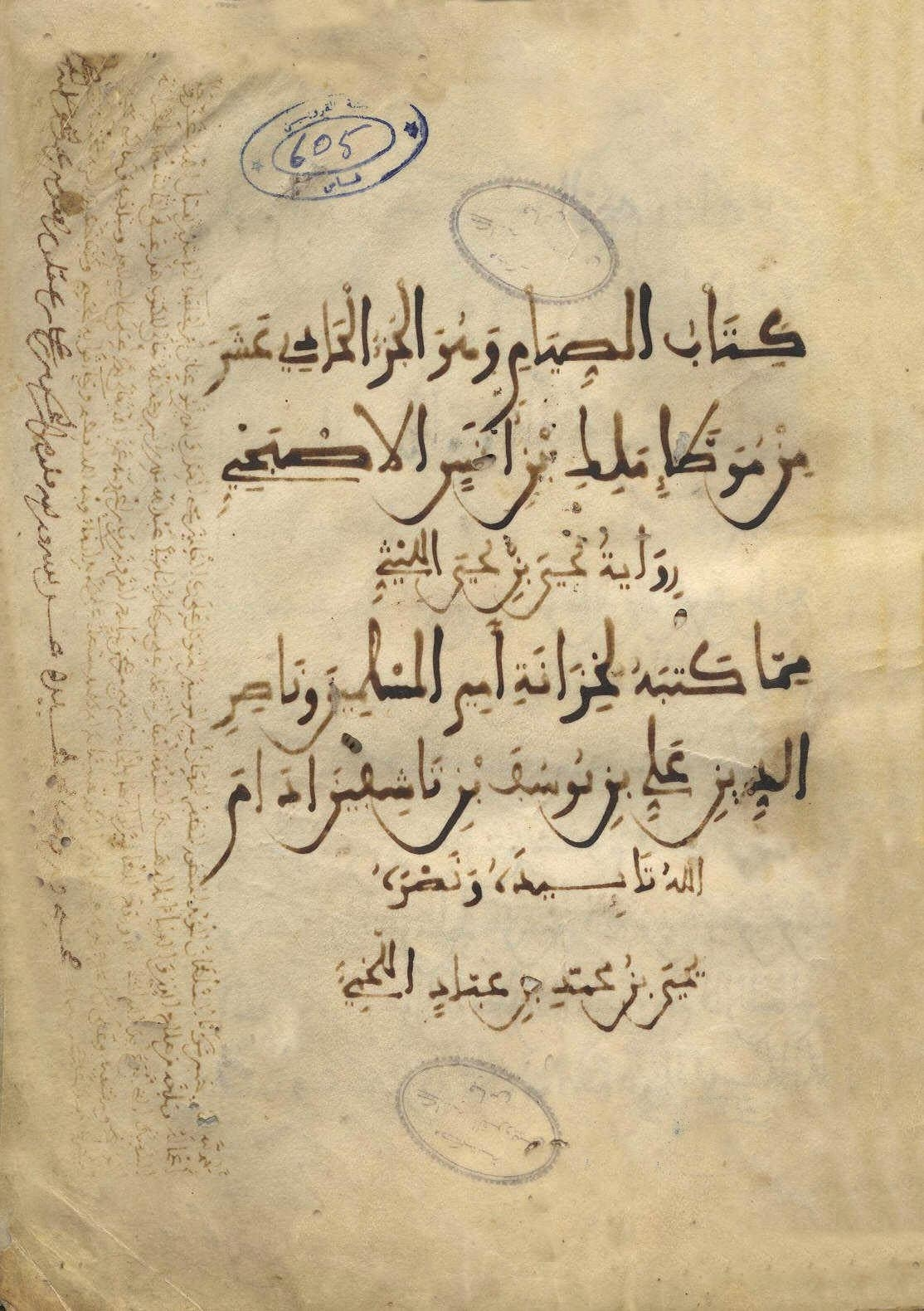
Titelblatt zum Buch des Fastens aus dem al-Muwatta' auf Pergament. Hergestellt für die Privatbibliothek von Ali ibn Yusuf ibn Taschfin in Marrakesch im Jahr 1107

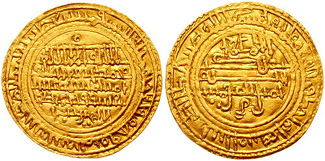
Almoravidischer Golddinar aus dem Jahr 1138/9

Ali ibn Yusuf ibn Taschfin (gest. 26. Januar 1143, علي بن يوسف بن تاشفين Ali ibn Yusuf ibn Taschfin, DMG ʿAlī b.Yūsuf b.Tāšufīn) war Herrscher der berberisch-stämmigen Almoraviden von 1106 bis zu seinem Tod im Jahr 1143.

## Geschichte
Ali war Sohn von Yusuf ibn Taschfin (1060 bis 1106) und einer spanischen Christin. Er wurde in Ceuta geboren und wuchs dort auf. Dabei lernte er schon in seiner Jugend die andalusische Stadtkultur kennen.
Nach dem Tod seines Vaters sah er sich mit einem Aufstand seines Neffen Yahya konfrontiert, doch unterstützten die Bewohner von Fès seinen Herrschaftsanspruch. Nach seiner Machtübernahme im Jahr 1106 nahm er den Titel Amir al-Muminin („Führer der Gläubigen“) an. Er förderte vor allem Andalusier in der Verwaltung und unterstützte Gelehrte und Dichter. Allerdings konnte er sich nicht immer gegenüber den mächtigen Stammesführern der Almoraviden in Heer und Verwaltung durchsetzen. Als Gegengewicht wurde in den 1120er Jahren deshalb eine Söldnertruppe aus gefangenen Christen unter dem Führer Reverter de la Guardia aufgebaut.
Zwar gelang unter der Führung seines Bruders Tamim ibn-Yusuf zunächst ein Sieg in der Schlacht von Uclés (1108), doch übernahm Ali ibn Yusuf bald die militärische Leitung – ihm gelangen die Unterwerfung von Saragossa (1110) und die Vertreibung der Pisaner von den Balearen (1115). Bald kam es jedoch zu Rückschlägen: So misslang sein Versuch zur Rückeroberung Toledos (1109); auch gingen die Städte Tudela (1114) und Saragossa (1118) an Navarra bzw. Aragon verloren. Im Jahr 1125 erlitten die Almoraviden bei Lucena eine Niederlage gegen Aragon. Dessen Expansion konnte mit dem Sieg von Fraga im Juli 1134 zunächst gestoppt werden. In der Folgezeit wurde ein Teil der Mozaraber nach Marokko umgesiedelt, um den Christen bei ihren Feldzügen in Al-Andalus potentielle Sympathisanten zu entziehen.
Ali ibn-Yusuf starb von seinen Ämtern zurückgezogen im Januar 1143.

## Bedeutung
Unter Ali ibn Yusuf begann die zunehmende Erstarrung der almoravidischen Bewegung. Deren Rechtsgelehrte beharrten auf der absoluten Deutungshoheit in religiösen Fragen und begannen mit der Verfolgung anderer Ansichten. Der dadurch ausgelöste Niedergang des geistigen Zusammenhalts der Almoraviden war insofern bedenklich, als das Reich mit seinen mächtigen Provinzfürsten nur locker organisiert war und die islamischen Rechtsgelehrten eine wichtige Stütze für den Herrscher darstellten.
Auch wenn Ali ibn Yusuf kein großer militärischer Führer war, konnte er den Bestand des Reichs behaupten und auch die seit 1120 aufkommende Bewegung der Almohaden unter Kontrolle halten. 

## Nachfolge
Nach seinem Tod begann unter Taschfin ibn Ali (1143–1145), Ibrahim ibn Taschfin (1145) und Ishaq ibn Ali (1146–1147) der schnelle Zusammenbruch des Reiches. Bereits im Jahr 1147 fiel mit der Eroberung von Marrakesch die Macht an die Almohaden unter Ibn Tumart.

## Bauten
Neben dem Neubau eines Palastes und einer (zerstörten) Moschee in Marrakesch wurde unter Ali die Große Moschee von Tlemcen erheblich umgebaut. Auch die Qarawīyīn-Moschee in Fès wurde erweitert. Dabei machten sich zunehmend andalusische Einflüsse in der Architektur bemerkbar. Diese sind ebenfalls im einzig erhaltenen Grabbau aus almoravidischer Zeit, der um 1117 fertiggestellten Koubba el-Baadiyn in Marrakesch, zu erkennen.